# Kreuzgarten

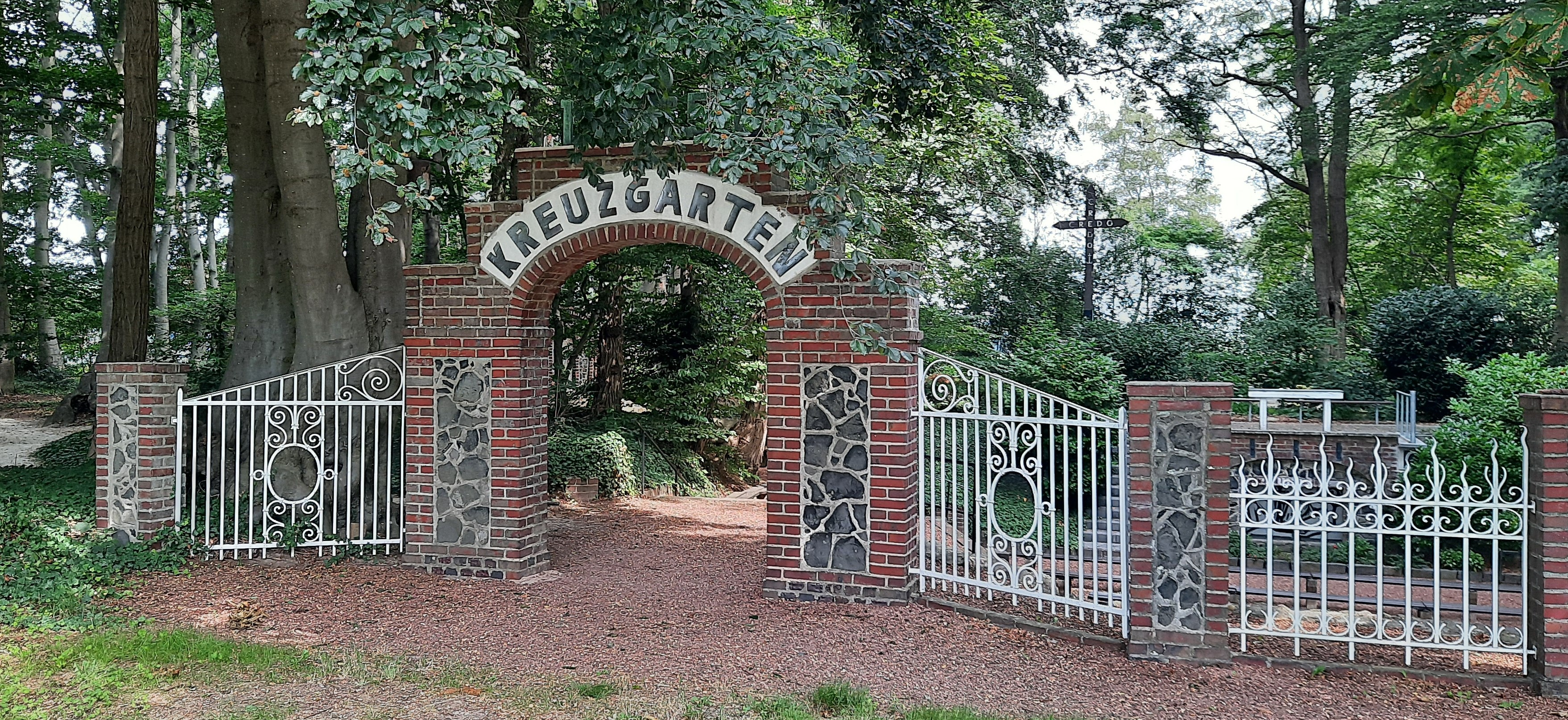
Eingang zum Kreuzgarten

Der Kreuz- und Mariengarten ist eine Gedenk- und Gebetsstätte am südlichen Ortsrand von Nettetal-Schaag. Die Anlage besteht seit 1950 und ist auf Anregung des seinerzeit in Schaag im Ruhestand lebenden Pfarrers Peter Schallenberg entstanden, um an diesem Ort der Schaager Opfer der beiden Weltkriege zu gedenken. Die Gedenkstätte wird bis heute von der Schaager Gemeinde für Veranstaltungen genutzt.

## Geschichte des Kreuzgartens
Pfarrer Peter Schallenberg entdeckte Anfang 1949 auf einem mit Sträuchern bewachsenen Gelände den gesprengten Westwall-Bunker „An der Dobbelheck“ und hatte die Idee, diesen zum Mittelpunkt einer Gedenkstätte zu machen. Die Schaager Bevölkerung errichtete daraufhin zunächst ein sieben Meter hohes Holzkreuz auf den Resten des Bunkers, das am 15. April 1949 vom Schaager Pfarrer Johannes Frenck geweiht wurde.

Im Jahr 1950 erfolgte die Anlage eines Kreuzweges mit 14 Stationen auf dem Gelände. Die Stationen wurden mit Basaltblöcken aus der Packschicht des Bunkers erbaut. Die Stationsbilder sind Sgraffito-Arbeiten des aus Hinsbeck stammenden Künstlers Johannes Beeck. Sie wurden am 1. Oktober 1951 durch den Aachener Weihbischof Friedrich Hünermann geweiht.

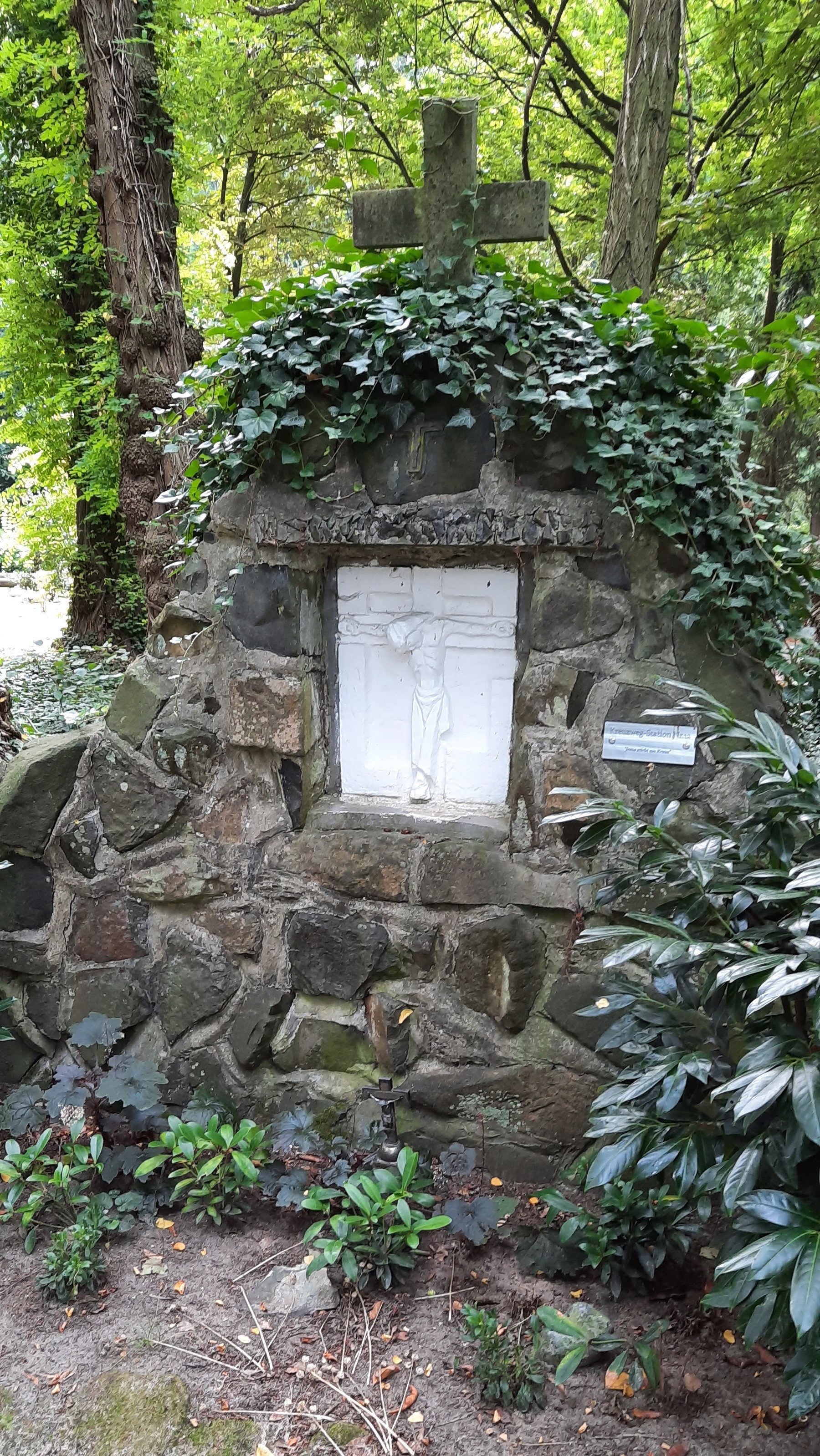
Station 12 des Kreuzweges

Ebenfalls 1950 wurde in der Mitte des Kreuzgartens ein Ehrenmal für die Schaager Kriegsopfer im Zweiten Weltkrieg erbaut, welches am 13. Mai 1950 (Pfingstsonntag) vom Gemeindedirektor Walter Brückenhaus enthüllt wurde. Seitdem wird jedes Jahr an Pfingsten im Kreuzgarten der Opfer von Krieg und Gewalt gedacht.
1973 wurden die zum Teil stark zerfallenen Sgraffito-Bilder durch neue Steinguß-Bilder der Aachener Bildhauerin Erika Vonhoff ersetzt. Nur die beiden Sgraffito-Bilder der Ölberg-Grotte und der 14. Kreuzweg-Station „Grabesruhe“ blieben erhalten.
Da die Bunkerreste eine Gefahrenquelle auf dem Gelände darstellten, wurden sie 1978 erneut gesprengt. Der dabei zerstörte Altar wurde 1979/1980 neu errichtet.
Zwischen 2017 und 2020 wurde die Anlage durch den zu diesem Zweck gegründeten Kreuzgartenverein Schaag e.V. wieder instand gesetzt. Das morsch gewordene Holzkreuz wurde im Juli 2021 durch eine Nachbildung aus Metall ersetzt.

## Geschichte des Mariengartens
Ebenfalls auf Initiative von Pfarrer Peter Schallenberg begannen 1951 angrenzend an den Kreuzgarten Arbeiten zur Errichtung eines Mariengartens. Neben den sieben Schmerzensstationen besteht der Garten aus einer Marienstatue. Die Stationsbilder sind Tonreliefs des Bildhauers Jupp Siemes aus Kapellen. Die Marienstatue stellt eine Schutzmantelmadonna aus Ton dar, die der aus Höhr-Grenzhausen stammende Künstler Peter Bahn geschaffen hat.
Am 15. Mai 1958 wurde der Mariengarten durch den Diözesanbischof Johannes Pohlschneider geweiht.